# Miazmatyczna teoria chorób

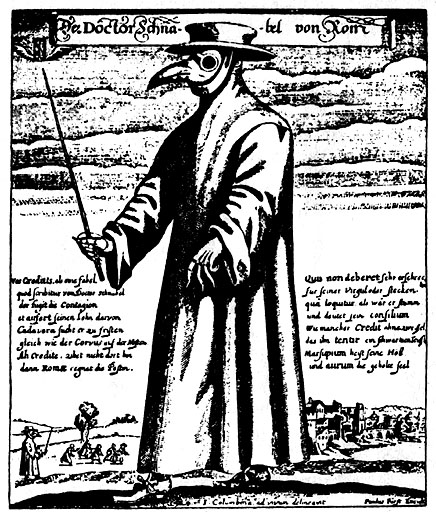
Rzym 1656, lekarz w stroju ochronnym odwiedzający chorych podczas epidemii (długa, woskowana peleryna, twarz zakryta maską, oczy chronione kryształem, wiązka wonnych ziół umieszczona w dziobie maski) wydaje polecenia laską; miedzioryt Paula Fürsta

Miazmatyczna teoria chorób – historyczny model patogenezy zapoczątkowany w średniowieczu i popularny przez stulecia wśród uczonych aż do XIX wieku, upatrujący przyczyny chorób epidemicznych w szkodliwym i zanieczyszczonym powietrzu, brudzie i odrażających zapachach. Według tej koncepcji zakażenia były wywoływane przez miazmaty, czyli wyziewy gnilnego powietrza pochodzące z wnętrzności ziemi i wdzierające się do ciała (tzw. morowe powietrze), związane z miejscami, w których występowało szczególnie wysokie narażenie na chorobę. Uważano, że miazmaty są powodem takich chorób jak: dżuma, cholera, malaria i czarna ospa, które przeistaczały się w pandemie, nękające ludzkość jeszcze w XIX wieku.
Leczenie w owych czasach polegało na upuszczaniu krwi, podawaniu na przemian środków napotnych i wymiotnych, zapobieganie zaś na paleniu w domach i na ulicach wonnych ziół, umieszczaniu ziół lub olejków w dziobach ptasich masek lekarskich strojów ochronnych podczas wizytowania pacjentów, wprowadzeniu kwarantanny, umieszczaniu chorych w izolatkach, okadzaniu przedmiotów, paleniu odzieży ochronnej.
Inne koncepcje wyjaśniające przyczyny chorób ludzkości w owych czasach to:
- choroba jako kara za grzechy ludzkości (wyjaśnienie oferowane przez Kościół)[potrzebny przypis]
- choroba zawleczona przez „obcych”, np. Żydów (wyjaśnienie to często przyjmował anonimowy tłum, co prowadziło do pogromów)[potrzebny przypis]
- choroba przenoszona przez niewidzialne nasionka (teoria Fracastoro, opisana w pracy pt. De contagionibus et contagiosis morbis)[potrzebny przypis]

Zwolennicy tej teorii łączyli pojawianie się chorób z przykrymi zapachami (ludzkich i zwierzęcych odchodów, śmieci oraz rozkładających się ciał) w dużych miastach. Uważali, że oczyszczenie powietrza ochroni ludzi przed chorobami i poprawi ich poziom życia. Przez pewien czas teoria miała wpływ na zarządzenia dotyczące zdrowia publicznego. Pod koniec XIX wieku teoria (choć błędna w założeniach) stała się impulsem do poprawy warunków sanitarnych w dużych miastach, polegającej na założeniu instalacji doprowadzającej bieżącą wodę do mieszkań i odprowadzającej nieczystości (tzw. „rewolucja sanitarna”). Zwolenniczką miazmatycznej teorii chorób była pionierka nowoczesnego pielęgniarstwa Florence Nightingale, która zaangażowała się w walkę o czyste, pełne powietrza i świeżo pachnące szpitale, tak aby pacjent oddychał powietrzem równie czystym jak na zewnątrz.
Miazmatyczna teoria chorób została obalona przez odkrycia Ludwika Pasteura, Josepha Listera, Roberta Kocha i Johna Snowa w drugiej połowie XIX wieku na rzecz teorii zakaźnej chorób, według której choroby zakaźne są przenoszone z człowieka na człowieka poprzez czynniki zakaźne w bezpośrednim kontakcie z chorym lub za pośrednictwem wody, jedzenia czy powietrza. Nie wszyscy naukowcy w pełni zaakceptowali nową teorię roznoszenia chorób zakaźnych przez mikroby, np. William Farr i Max von Pettenkofer zgadzali się, że czynniki zakaźne odgrywają pewną rolę w powstawaniu chorób epidemicznych, ale nie zgadzali się z tym, że są ich główną przyczyną. Aby udowodnić swój pogląd, Von Pettenkofer wypił szklankę wody skażonej zarazkiem Vibrio cholerae. Von Pettenkofer został wyśmiany i oskarżony o wstrzymywanie postępu, jednak po pewnym czasie wrócono do jego argumentów, zwracając uwagę na kompleksowy charakter powstawania chorób. Konsekwencją odejścia od miazmatycznej teorii chorób było osłabienie zainteresowania dalszą poprawą warunków socjalno-bytowych społeczeństwa i wysiłków na rzecz poprawy zdrowia publicznego. Programy zdrowotne opracowane w świetle nowej, zakaźnej teorii chorób okazały się w dalszym obniżeniu zachorowalności na choroby zakaźne w krajach uprzemysłowionych mniej skuteczne, niż przypuszczano.